# ديفيد هامر
ديفيد هامر هو ضابط بحري وسياسي أسترالي، ولد في 5 سبتمبر 1923 في ملبورن في أستراليا، وتوفي بنفس المكان في 14 يناير 2002. نشط حزبياً في الحزب الليبرالي الأسترالي. وقد انتخب عضو مجلس النواب الأسترالي ‏ عن دائرة Division of Isaacs ‏ (13 ديسمبر 1975 – 10 نوفمبر 1977) وانتخب عضو مجلس النواب الأسترالي ‏ عن دائرة Division of Isaacs ‏ (25 أكتوبر 1969 – 18 مايو 1974) وانتخب عضو مجلس الشيوخ الأسترالي ‏ عن دائرة فيكتوريا ‏ (1 يوليو 1978 – 30 يونيو 1990).